# Finding Nemo (игра)
Finding Nemo (с англ. — «В поисках Немо») — приключенческая игра по мотивам одноимённого мультфильма от Disney и Pixar. Была разработана Traveller`s Tales, Vicarious Visions и KnowWonder и выпущена Disney Interactive Studios для PlayStation 2, Xbox (9 мая 2003), Game Boy Advance (10 мая 2003), Nintendo GameCube (12 мая 2003), Windows, Mac OS X (11 мая 2003). Русифицирована и выпущена под именем «Disney. Играем вместе. В поисках Немо. Морские забавы» компанией «Новый Диск» 9 декабря 2003 года. В версии для PlayStation 2 используется стереоскопический эффект 3D.

## Геймплей
Игрок становится обитателем аквариума в школе спецотдела «СУПЕРСПЫТАНИЕ». Сначала игрок должен пройти тренировку, а позже открываются шесть уровней допуска. Чтобы достичь конца игры, нужно плыть за призами. Кроме основной игровой кампании, есть режим свободной игры. В нём можно играть в любом игровом режиме, который игрок открыл: океан, тихий океан, нападение, арена, выживание и т. д.

## Актёры озвучки персонажей
- Альберт Брукс и Джесс Харнелл — Марлин
- Эллен Дедженерес и Дженнифер Хейл — Дори
- Александр Гулд — Немо
- Уиллем Дефо — Жабр
- Барри Хамфрис и Джесс Харнелл — Бугор
- Брэд Гарретт — Пузырь
- Джо Рэнфт — Жак
- Остин Пендлтон — Грот
- Викки Льюис — Бриз
- Стивен Рут — Бульк
- Эллисон Дженни — Персик
- Эрика Бек — Блёстка
- Джордан Рэнфт — Нырк
- Эрик Пер Салливан — Шельфик
- Боб Питерсон — мистер Скат
- Эндрю Стэнтон — Краш

## Критика
| Сводный рейтинг    | Сводный рейтинг | Сводный рейтинг | Сводный рейтинг | Сводный рейтинг | Сводный рейтинг |
| Издание            | Оценка          | Оценка          | Оценка          | Оценка          | Оценка          |
| Издание            | GBA             | GC              | PC              | PS2             | Xbox            |
| ------------------ | --------------- | --------------- | --------------- | --------------- | --------------- |
| GameRankings       | 68,50 %         | 59,97 %         | 65,50 %         | 64,70 %         | 63,05 %         |
| Metacritic         | N/A             | 62/100          | N/A             | 63/100          | 63/100          |
| Иноязычные издания |                 |                 |                 |                 |                 |
| Издание            | Оценка          | Оценка          | Оценка          | Оценка          | Оценка          |
| Издание            | GBA             | GC              | PC              | PS2             | Xbox            |
| GameSpot           | N/A             | 6,2/10          | N/A             | 6,2/10          | 6,2/10          |
| GameSpy            | [ 16 ]          | [ 17 ]          | N/A             | [ 18 ]          | [ 19 ]          |
| IGN                | N/A             | 6,0/10          | N/A             | 7,0/10          | 7,0/10          |

Согласно сайту-агрегатору обзоров Metacritic, Finding Nemo получила «смешанные или средние отзывы» на всех платформах. Famitsu дал 27 баллов из 40 версии для PS2; и 26 из 40 версии для GameCube. Критики удостоилась графика, а также её посчитали слишком сложной для детей.

## Продажи
В США версия этой игры для Game Boy Advance была продана количеством 1.2 миллиона экземпляров, доход составил 30 миллионов долларов по информации на август 2006 года. В периоде между январём 2000 и августом 2006, игра занимала десятое место в «Самых продаваемых играх на платформы Game Boy Advance, Nintendo DS or PlayStation Portable в стране». Версия для PlayStation 2 получила «платиновую» награду за продажи игры от Entertainment and Leisure Software Publishers Association (ныне The Association for UK Interactive Entertainment (UKIE)). ELSPA также сообщила о продаже как минимум 300 тысяч экземпляров игры в Великобритании. В ноябре 2005 года общие продажи игры составляли более чем 5 миллионов экземпляров по всему миру.